# Fehérhátú tündérmadár
A fehérhátú tündérmadár (Malurus alboscapulatus)  a madarak osztályának verébalakúak (Passeriformes) rendjébe és a tündérmadárfélék (Maluridae) családjába  és a Malurus nembe tartozó faj.

## Rendszerezése
A fajt Adolf Bernhard Meyer német ornitológus írta le 1874-ben.

## Alfajai
- Malurus alboscapulatus aida Hartert, 1930
- Malurus alboscapulatus alboscapulatus A. B. Meyer, 1874
- Malurus alboscapulatus kutubu Schodde & Hitchcock, 1968
- Malurus alboscapulatus lorentzi Oort, 1909
- Malurus alboscapulatus moretoni De Vis, 1892
- Malurus alboscapulatus naimii Albertis, 1875[2]

## Előfordulása
Új-Guinea szigetén, Indonézia és Pápua Új-Guinea területén él. Megtalálták már a Madárfej-félszigeten (Kepala Burung) is. Természetes élőhelyei a szubtrópusi és trópusi síkvidéki és hegyi esőerdők, füves puszták, valamint vidéki kertek és másodlagos erdők.

## Megjelenése
Testhossza 14 centiméter, testsúlya 8-12 gramm. A hím madár egész teste fekete. Még a csőre és a lába is. Csak a háta egy része fehér. Mind kettő nemnek hosszú farka van csak a hímnek fekete a nősténynek barna. Erős kúpcsőrük van amivel könnyen el tudják kapni a rovarokat. Hosszú vékony és gyenge lábuk van. A nőstény egész teste barna, alul fehér színű.

## Életmódja
Főként rovarokat, pókokat eszik, de megeszi a magvakat is.

## Természetvédelmi helyzete
Az elterjedési területe nagyon nagy, egyedszáma pedig stabil. A Természetvédelmi Világszövetség Vörös listáján nem fenyegetett fajként szerepel.